# Borrow Beck
Borrow Beck är ett vattendrag i Storbritannien.   Det ligger i riksdelen England, i den södra delen av landet, 190 km nordväst om huvudstaden London.